# Львівська площа
Льві́вська площа — площа в Шевченківському районі міста Києва, місцевість Старий Київ. Розташована між вулицями Великою Житомирською, Січових Стрільців, Бульварно-Кудрявською і Ярославів Вал.

## Історія
Відома з давньоруських часів.
Площа (можливо й торгова) була на цьому місці вже за часів Київської Русі. Навколишня територія тоді являла собою складний вузол фортифікаційних споруд, зокрема Західних і Жидівських воріт. Та проте, ані Західною, ані Жидівською площа не іменувалася. Натомість, у 1869 році вона дістала назву Львівська — за Львівськими воротами Старокиївської фортеці, що стояли тут у XVII–XVIII століттях.
1939 року площа дістала назву Сінна, що пішла від Сінного базару, який діяв тут до 1958 року. Історичну назву площі було відновлено 1944 року.
З 1913 року в будинку на вулиці Великій Житомирській, 40 діє кінотеатр «Ліра».

## Забудова
Сучасний архітектурний ансамбль площі визначений двома домінантами, збудованими у радянські часи — масивним Будинком торгівлі та Будинком художника, що стоять, фактично, одне навпроти одного. Будинок торгівлі, побудова якого значною мірою вплинула на силует Старого міста, зведено протягом 1968–1981 роках. Він має назагал 28 поверхів — на перших чотирьох поверхах розташований торговельний центр, решту займають урядові структури, зокрема Міністерство доходів і зборів України, та офіси приватних компаній.
Будинок художника збудовано в 1977–1978 роках. Він утворює західний бік сучасної Львівської площі. Особливістю цієї будівлі є те, що фасад її другого поверху прикрашають 7 жіночих фігур — алегорій різних мистецтв.
Між вулицями Велика Житомирська та Ярославів Вал на Львівській площі знаходиться один з найбільш відомих київських довгобудів. На будівництво корпусу театрального інституту імені Карпенка-Карого на Львівській площі в 1976 році було виділено 3 мільйони радянських рублів. Ця споруда мала завершити ансамбль найсучаснішої на той час площі у центрі Києва й бути останньою деталлю після спорудження Будинку художника і висотного Будинку торгівлі. Проте з початку 90-х років будівництво призупинене. Наразі ведуться пошуки інвесторів.
Інший відомий довгобуд Львівськой площі — станція метро Львівська брама. Будівництво почали в 1991 році, але роботи були заморожені в 1996 році через відсутність проекту реконструкції Львівської площі, де був запланований вихід зі станції і не відновлені дотепер.
Відомою спорудою на Львівській площі була також Стрітенська церква — спочатку (ХІ — середина XIX століття) — дерев'яна, а потім (у 1861–1930-ті роки) — кам'яна. Церкву було знищено за радянської влади у 1930-х роках. На сьогодні триває процес відбудови храму.
До 2008 року на площі діяв фонтан, що був частиною системи кондиціювання Будинку торгівлі. 2008 року його обмежили парканом і повісили плакат, що сповіщав про реконструкцію фонтану. Але замість реконструкції фонтан демонтували, а на його місці збудували триповерховий торговельний центр.
Пам'ятником архітектури є будинок № 14 — будинок колишньої державної казенної палати, 1913–1914 рр. побудови, зараз Коледж інформаційних систем і технологій, філія Київського національного економічного університету ім. Вадима Гетьмана.
10 листопада 2016 року на Львівській площі було відкрито пам'ятник Анні Ярославні — дочці Ярослава Мудрого, королеві Франції.

## Зображення

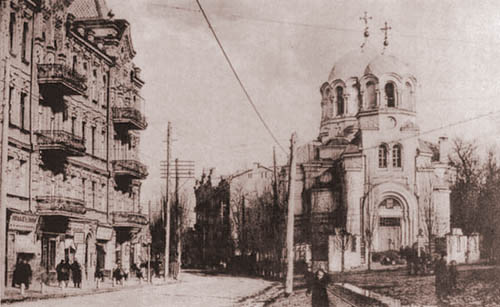
Стрітенська церква, зруйнована у 1930-х роках
Будинок художника (виставкова зала)
Будівля Державної фіскальної служби
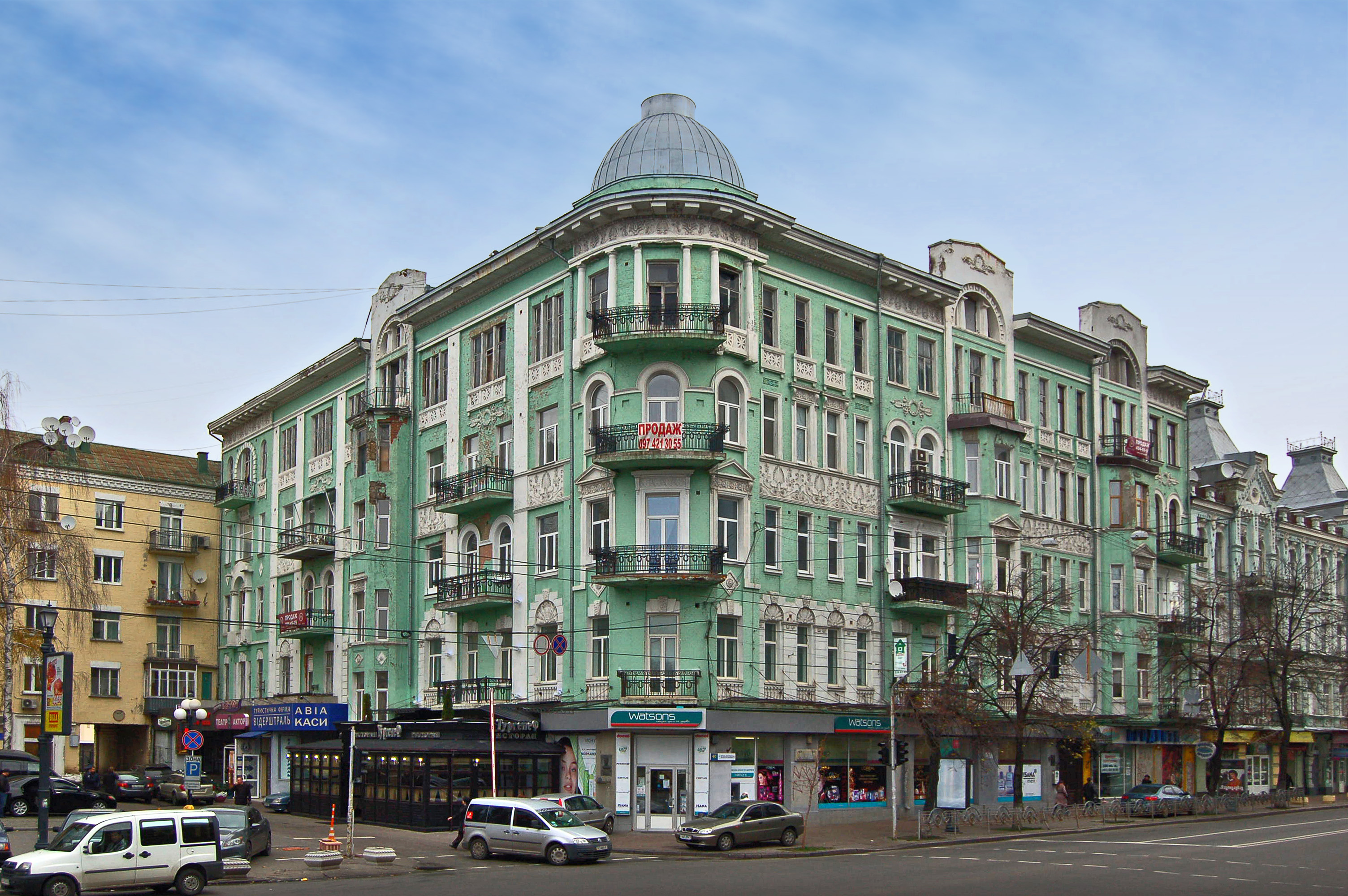
Житловий будинок старої забудови
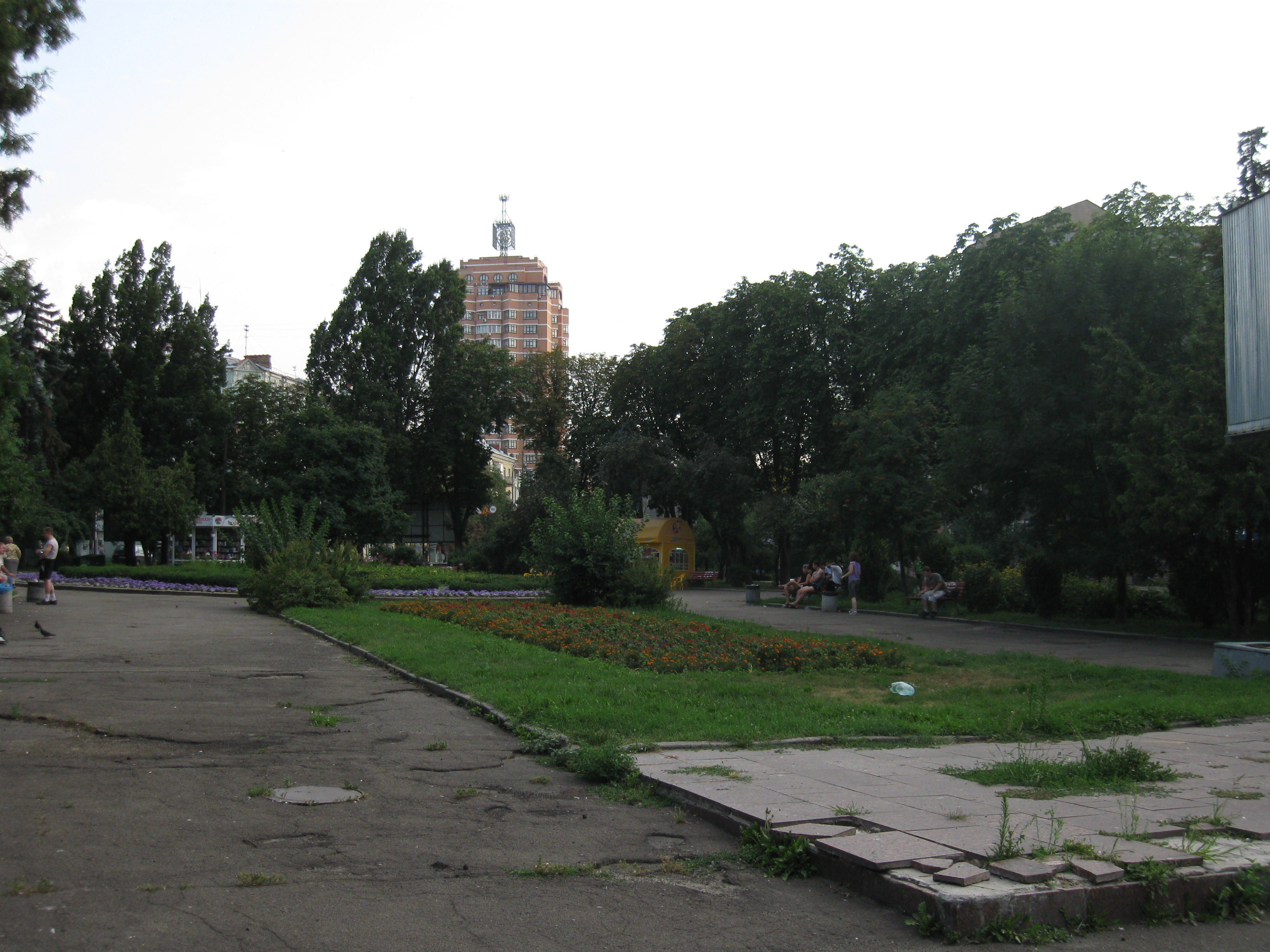
Сквер посередині площі
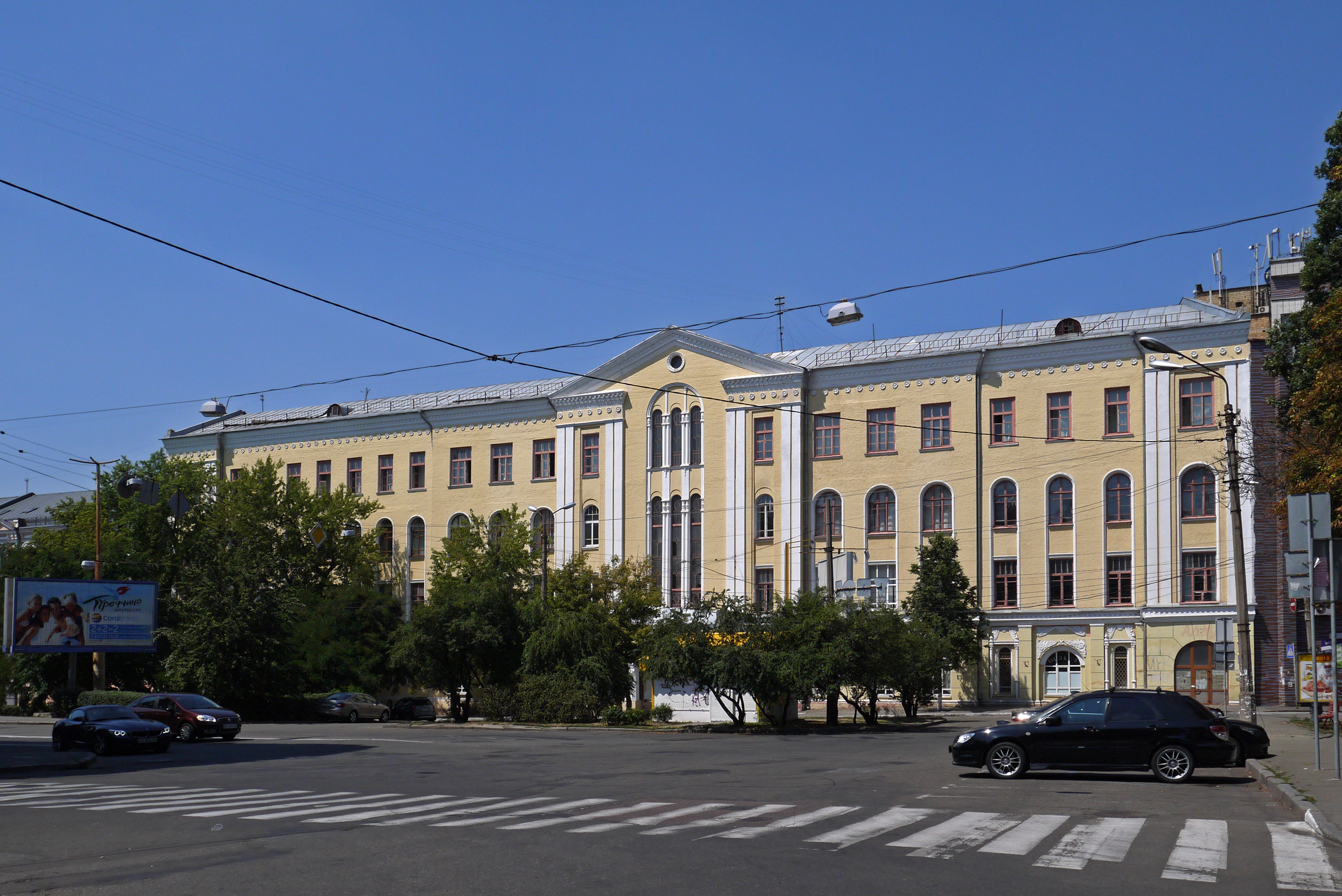
Будинок державної казенної палати, Львівська площа, 14
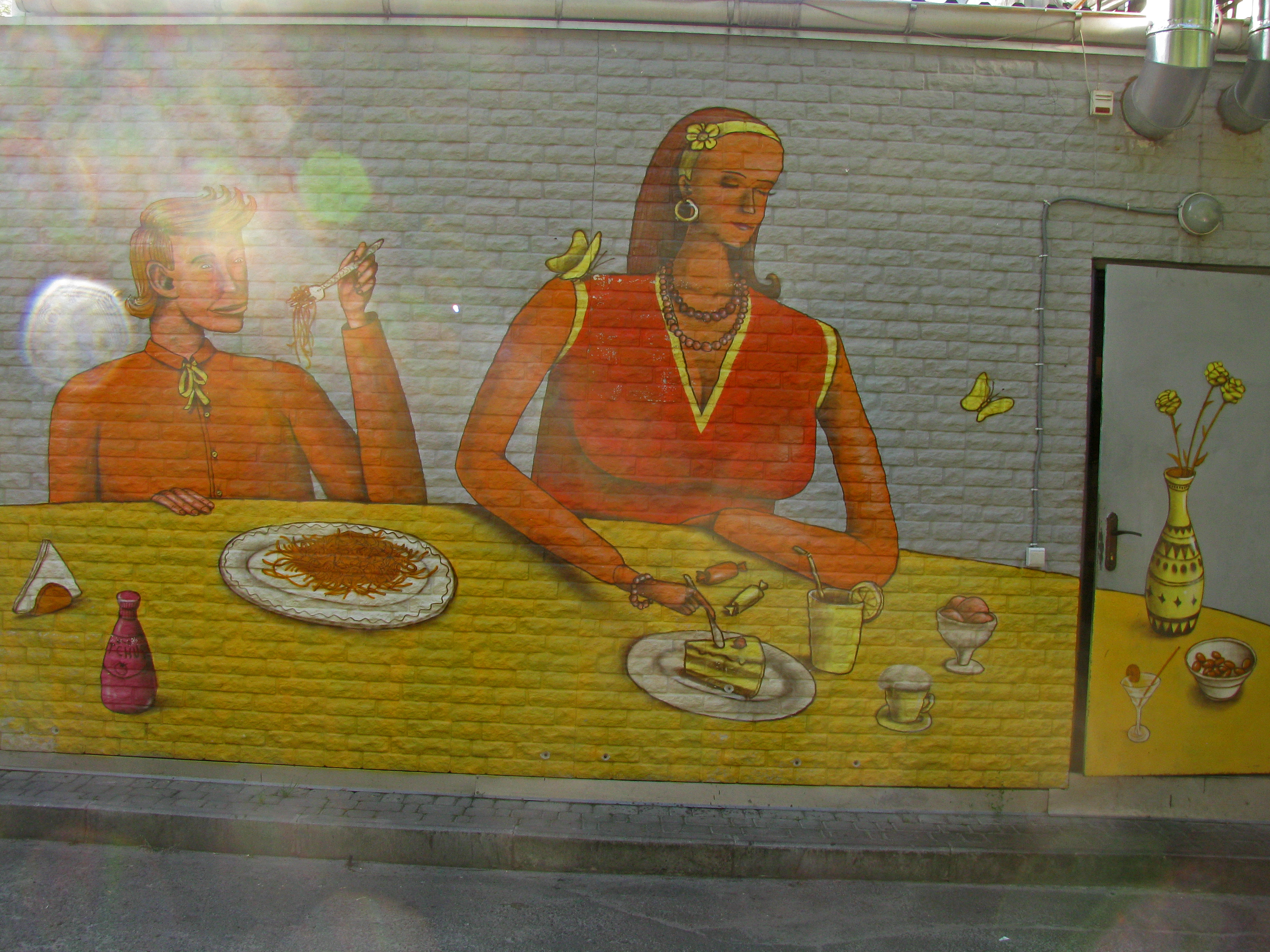
Стінопис на будівлі кафе в сквері на Львівській площі
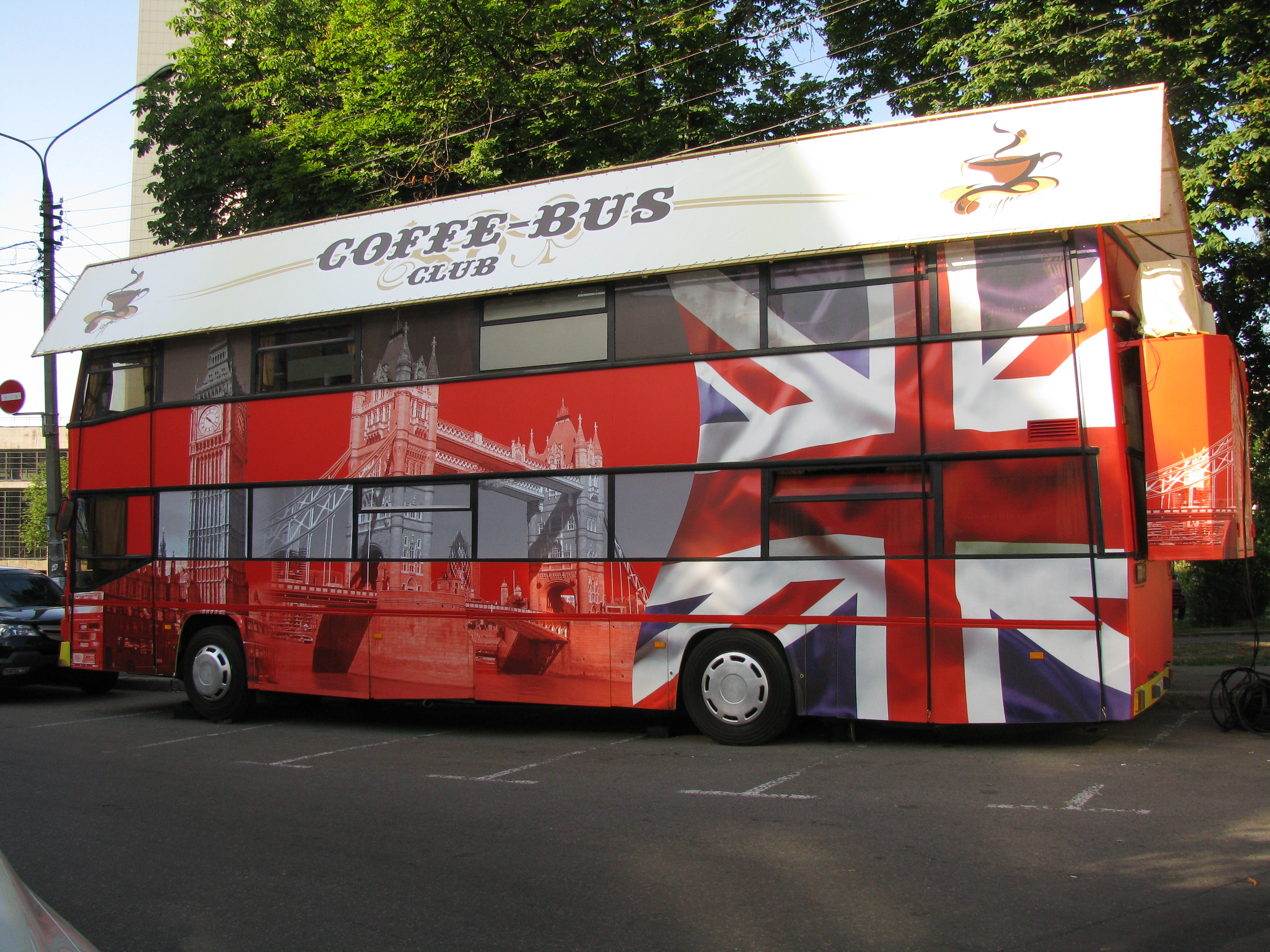
Львівська площа, кофебус